# Acanthopsyche incana
Acanthopsyche incana är en fjärilsart som beskrevs av Igor Kozhanchikov 1956. Acanthopsyche incana ingår i släktet Acanthopsyche och familjen säckspinnare. Inga underarter finns listade i Catalogue of Life.